# Zygaeninae
Zygaeninae — підродина метеликів родини строкатки (Zygaenidae). Це денні молі. Види роду Zygaena поширені на заході Палеарктики, в той час як рід Reissita знаходиться на Аравійський півострів. Вони здатні синтезувати ціаністий водень, а їх яскраві візерунки є попередженням для потенційних хижаків.

## Класифікація
У підродині Zygaeninae виділяють чотири роди:
- Praezygaena Alberti, 1954
- Reissita Tremewan, 1959
- Zutulba Kirby, 1892
- Zygaena Fabricius, 1775